# Métis (mythologie)
Pour les articles homonymes, voir Métis (homonymie).
Métis (en grec ancien Μῆτις / Mễtis, littéralement « le conseil, la ruse ») est, dans la mythologie grecque archaïque, une Océanide, fille d'Océan et de Téthys. Elle est la personnification de la sagesse et de la ruse.

## Mythe
Métis apparaît pour la première fois chez Hésiode, qui la décrit comme celle « qui sait plus de choses que tout dieu ou homme mortel ». Elle est la première épouse de Zeus. Alors que Métis est enceinte d'Athéna, Gaïa prédit à Zeus qu'un fils de Métis sera appelé à le supplanter. Zeus, par la ruse, avale l'Océanide. Du fond de ses entrailles, Métis aidera ensuite Zeus à discerner le bien du mal. Métis vit pour l'éternité dans l'estomac de Zeus. Au terme de la grossesse, Athéna surgit armée du crâne de son père aidé par Héphaïstos.
Le mythe connaît de nombreuses variantes. Dans un texte également rattaché à Hésiode, Zeus prend Métis pour maîtresse après qu'Héra a accouché seule d'Héphaïstos. Chez un commentateur de l’Iliade, Zeus avale Métis alors qu'elle est enceinte d'Athéna par le Cyclope Brontès.
Les auteurs tardifs ajoutent de nombreux détails. Selon le Pseudo-Apollodore, le jeune Zeus lui demande de l'aide dans sa lutte contre Cronos ; elle fait boire à celui-ci un émétique qui le force à régurgiter les enfants qu'il avait avalés. Elle devient ensuite la première épouse de Zeus, après avoir essayé de lui résister en se métamorphosant constamment pour lui échapper.
Dans la tradition orphique, Métis est l'une des forces primordiales, à l'instar d'Éros aux côtés duquel elle trône. Platon fait d'elle la mère de Poros, qui désigne d'abord le passage, le chemin, puis l'expédient.

## Iconographie
Métis est souvent représentée comme un petit personnage caché, par exemple sous le siège de Zeus. Dans l'iconographie antique, elle porte deux visages.

## Interprétation
Pour Jean Haudry, le fait que de Métis devait naître un fils qui devait supplanter Zeus, comme lui-même avait précédemment supplanté Cronos, est un vestige d'une ancienne doctrine des âges du monde qui a disparu à l'époque classique. En avalant Métis, Zeus échappe au danger, mais encore il s'incorpore la puissance que représente la déesse. Zeus « se fait lui-même tout entier savoir et intelligence rusés ». Métis assure ainsi à Zeus la conquête du pouvoir royal, son exercice et son maintien définitif.